# Lepidophanes
El género Lepidophanes son peces marinos de la familia mictófidos, distribuidos por el océano Atlántico.
La longitud máxima descrita se encuentra entre los 5 cm en L. gaussi y los 7'8 cm en L. guentheri.
Son especies batipelágicas de aguas profundas, de comportamiento oceanódromo, realizan migraciones verticales diarias subiendo durante la noche.

## Especies
Existen dos especies válidas en este género:
- Lepidophanes gaussi (Brauer, 1906) - Linternilla de Gauss.
- Lepidophanes guentheri (Goode y Bean, 1896) - Mictófido de Gunther (en Uruguay).